# Lepidium montanum
Lepidium montanum é uma planta da família Brassicaceae - a mesma da mostarda, couves e nabos. É uma planta bienal ou perene que se apresenta na forma de arbustos ou subarbustos, com vários caules. É natural da América do Norte, vivendo principalmente em dunas, locais semi-desérticos e florestas de algumas coníferas (pinheiros e juníperos). Tem flores abundantes, brancas e com um cheiro característico.